# Illuminato da Chieti
Illuminato da Chieti (XIII secolo – 1282) è stato un vescovo cattolico italiano, eminente rappresentante dell'ordine dei Frati Minori.
Fu segretario del Generale dell'ordine, frate Elia da Cortona. Nel 1238 nel convento di Assisi compose i documenti ufficiali dell'Ordine. Fu eletto provinciale dell'Umbria.
Nel 1273 alla morte del vescovo di Assisi, il frate minore Niccolò di Calvi, fu scelto come suo successore. Ricevette da papa Gregorio X la conferma della sua elezione episcopale il 23 luglio 1274..
Illuminato da Chieti non va confuso con fra Illuminato da Rieti o dell'Arce uno degli antichi discepoli di San Francesco.